# 투손 로드러너스
| 투손 로드러너스 |                                                                 |
| 콘퍼런스        | 서부 콘퍼런스                                                   |
| 디비전          | 퍼시픽 디비전                                                   |
| 설립연도        | 1994년                                                          |
| 해체연도        |                                                                 |
| 역사            | 스프링필드 팰컨스 (1994년~2016년) 투손 로드러너즈 (2016년~현재) |
| 경기장          | 투손 컨벤션 센터                                                |
| 연고지          | 애리조나주 투손                                                 |
| 상징색          | 브릭 레드, 데저트 샌드, 구리, 검정, 하양                        |
| 구단주          | 아이스애리조나 LLC                                              |
| 단장            |                                                                 |
| 감독            | 론 롤스튼                                                       |
| NHL 제휴        | 유타 매머드                                                     |
| ECHL 제휴       | 포트웨인 코메츠                                                 |
| 정규시즌 우승   | -                                                               |
| 콘퍼런스 우승   | -                                                               |
| 디비전 우승     | 4 (1996, 1998, 2013, 2014)                                      |
| 칼더 컵         | -                                                               |
| 영구 결번       | 2, 23                                                           |

투손 로드러너스(Tucson Roadrunners)는 미국 애리조나주 투손을 연고지로 하는 AHL의 서부 콘퍼런스 퍼시픽 디비전 소속 아이스 하키팀이다.

## 역대 홈경기장
| 투손 로드러너스  |             |          |                 |      |
| 경기장           | 사용기간    | 수용인원 | 장소            | 비고 |
| 투손 컨벤션 센터 | 2016년~현재 | 9,275명  | 애리조나주 투손 | 빈칸 |